# Menhire von Ballyloughlin
Die Menhire von Ballyloughlin (irisch Baile Uí Lochlainn) stehen am Rande der Flush Road, westlich der Slidderyford Bridge in der Nähe des Portal Tomb von Wateresk (auch Slidderyford Dolmen genannt) im County Down in Nordirland.
Der größere Menhir (englisch Standing stone) ist etwa 3,2 m hoch, 0,9 m breit und 0,8 m dick. Er ist in eine Trockenmauer eingelassen hinter der sich, weniger als einen Meter entfernt, ein 1,6 m hoher, 1,4 m breiter und 0,8 m dicker Stein befindet. Es wurde vermutet, dass diese beiden Steine Reste einer größeren megalithischen Struktur sind. Es gibt Hinweise auf 10 oder 12 Steine in einem Kreis in der Umgebung. Wenn es sich um die Reste eines Grabes handelt, dann wahrscheinlich um die Exedra eines Court Tombs. Neben dem nahegelegenen Portal Tomb befinden sich in der Nähe weitere Antiquitäten.